# Estación de Barca y Matute
Barca y Matute fue una estación de ferrocarril situada en el municipio español de Barca, en la provincia de Soria. Las instalaciones formaban parte de la línea Valladolid-Ariza y estuvieron en servicio entre 1895 y 1994.

## Historia
Tras varios años de obras, la línea Valladolid-Ariza fue abierta al tráfico en 1895. Los trabajos de construcción corrieron a cargo de la compañía MZA, que en el municipio de Barca levantó una estación de 4.ª clase —aunque también servía a la localidad de Matute de Almazán—. Las instalaciones disponían de un edificio de viajeros y un muelle-almacén de mercancías.
En 1941, con la nacionalización del ferrocarril de ancho ibérico, las instalaciones pasaron a manos de RENFE. En 1969 la estación fue rebajada a la categoría de apeadero-cargadero sin personal, siendo cerrada finalmente en 1975. En enero de 1985 se cerraría al tráfico de pasajeros la línea, si bien mantuvo cierto tráfico su clausura definitiva en 1994.